# خورخي فاغنر
خورخي فاغنر (بالبرتغالية: Jorge Wagner‏) (مواليد 7 نوفمبر 1978)، هو لاعب كرة قدم سابق كان يلعب كلاعب وسط.

## وصلات خارجية
- خورخي فاغنر على موقع الاتحاد الدولي (مؤرشف)  (الإنجليزية)
- خورخي فاغنر على موقع رابطة كرة القدم اليابانية للمحترفين (اليابانية)
- خورخي فاغنر على موقع قاعدة بيانات كرة القدم.إي يو (الإنجليزية)
- خورخي فاغنر على موقع Soccerway.com (الإنجليزية)
- خورخي فاغنر على موقع عالم كرة القدم.نت (الإنجليزية)